# Olympische Sommerspiele 1960/Teilnehmer (Malta)
| Gelbes Symbol für Goldmedaillen mit stilisierten Olympischen Ringen | Graues Symbol für Silbermedaillen mit stilisierten Olympischen Ringen | Braundes Symbol für Bronzemedaillen mit stilisierten Olympischen Ringen |
| ------------------------------------------------------------------- | --------------------------------------------------------------------- | ----------------------------------------------------------------------- |
| —                                                                   | —                                                                     | —                                                                       |

Malta nahm an den Olympischen Sommerspielen 1960 in der italienischen Hauptstadt Rom mit zehn männlichen Athleten teil.
Seit 1928 war es die vierte Teilnahme Maltas an Olympischen Sommerspielen.

## Teilnehmer nach Sportarten

### Radsport
- Paul Camilleri
Straßenrennen: 41. Platz
100 Kilometer Mannschaftsverfolgung: 29. Platz

- John Bugeja
Straßenrennen: ??
100 Kilometer Mannschaftsverfolgung: 29. Platz

- Joseph Polidano
Straßenrennen: ??
100 Kilometer Mannschaftsverfolgung: 29. Platz

### Schießen
- Wenzu Vella
Trap: In der Qualifikation ausgeschieden

- Joseph Grech
Trap: In der Qualifikation ausgeschieden

### Schwimmen
- Alfred Grixti
100 Meter Freistil: Vorläufe

- Christopher Dowling
100 Meter Freistil: Vorläufe

### Segeln
- Alfred Borda
Finn-Dinghy: 34. Platz

- Paul Ripard
Star: 25. Platz

- John Ripard
Star: 25. Platz